# Dan Riddiford

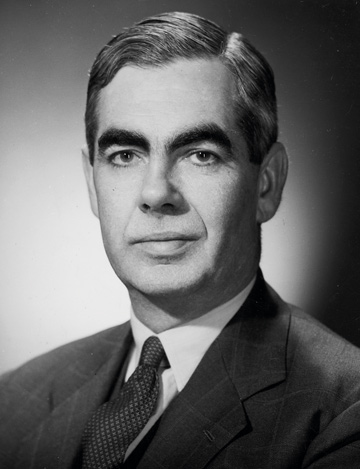
Dan Riddiford (1960)

Hon. Daniel „Dan“ Johnston Riddiford, MC (* 11. März 1914 in Featherston, Neuseeland; † 26. Oktober 1974 in Wellington) war ein neuseeländischer Politiker der New Zealand National Party, der unter anderem von 1960 bis 1972 Mitglied des Repräsentantenhauses sowie im Kabinett Holyoake IV zwischen 1969 und 1972 Justizminister sowie zugleich von 1971 bis 1972 Generalstaatsanwalt.

## Leben
Daniel „Dan“ Johnston Riddiford, drittes von fünf Kindern von Eltern Daniel Henry Strother Riddiford (1883–1971) und Jessie Meta Johnston Riddiford (1883–1963), absolvierte nach dem Besuch der Downside School zunächst ein Studium der Fächer Philosophy, Politics and Economics am New College der University of Oxford, welches er mit einem Master of Arts (M.A. in Modern Greats) beendete. Ein weiteres Studium der Rechtswissenschaften an der University of New Zealand schloss er mit einem Bachelor of Laws (LL.B.) ab. Er war danach als Rechtsanwalt, Farmer und Zeitungsverleger tätig und wurde für seine Tapferkeit im Zweiten Weltkrieg mit dem Military Cross (MC) ausgezeichnet.
Am 26. November 1960 wurde Riddiford als Nachfolger von Frank Kitts von der New Zealand Labour Party erstmals Mitglied des Repräsentantenhauses (House of Representatives) und vertrat in diesem bis zum 25. November 1972 den Wahlkreis „Wellington Central“, woraufhin Ken Comber von der National Party neuer Abgeordneter wurde. Am 22. Dezember 1969 wurde er in das Kabinett Holyoake IV berufen und fungierte dort bis zum 7. Februar 1972 als Justizminister. Als Nachfolger von Jack Marshall wurde er darüber hinaus am 2. Februar 1971 auch noch Generalstaatsanwalt und bekleidete auch diesen Posten bis zum 7. Februar 1972. Nac seinem Tode am 26. Oktober 1974 wurde er auf dem Featherston Cemetery beigesetzt.

## Hintergrundliteratur
- James Oakley Wilson: New Zealand Parliamentary Record, 1840–1984, V.R. Ward, Government Printer, Wellington 1913, 4. Auflage  1985
- Barry Gustafson: The First 50 Years. A History of the New Zealand National Party. : Reed Methuen, Auckland 1986, ISBN 0-474-00177-6.
- Yvonne Riddiford (Herausgeberin): Daniel Riddiford. Committed to Escape: A New Zealand Soldier’s Story, Ruamahanga Press, Martinborough 2004, ISBN 978-0-476-01065-9.